# Lambert von Zonnebeke
Lambert von Zonnebeke, französisch Lambert de Zonnebeke (* vor 1100; † 1122 oder 1123) war ein katholischer Geistlicher und Bischof von Tournai und Noyon von 1116 bis 1122.

## Leben
Lambert war ein Sohn des Ritters Thietbold (Thibaud) von Ypern und Enkel von Fromold, dem Gründer des Kollegiatstiftes Zonnebeke in Flandern. Seit 1100 wurde Lambert als Archidiakon von Tournai erwähnt. 1108 war er einer der Adressaten des angeblichen Aufrufs des Magdeburger Erzbischofs zur Wiedererrichtung der Kirche in den slawischen Gebieten östlich der Elbe.
1110 war Lambert auch Propst des Stiftes Zonnebeke. 
Nach 1113 wurde er zum Bischof ernannt. Ihm wurde später vorgeworfen, seine Wahl und die Verhinderung der geplanten Aufteilung des Bistums in zwei Diözesen durch Geldzahlungen an den Papst unterstützt zu haben. 1115 war er auf der Provinzialsynode in Reims. Von 1116 ist eine Urkunde für die nordfranzösische Abtei Saint-Bertin erhalten, von 1122 für die Kirche in Sijsele in Westflandern.  Danach starb er, 1123 wurde sein Nachfolger gewählt.